# Leptomastix jonesi
Leptomastix jonesi är en stekelart som beskrevs av John S. Noyes 1999. Leptomastix jonesi ingår i släktet Leptomastix och familjen sköldlussteklar. Inga underarter finns listade i Catalogue of Life.